# 국회의사당 (일본)
국회의사당(일본어: 国会議事堂 곳카이기지도[*])은 일본의 국회가 개최되는 건물이다. 현재 건물은 1936년 11월 제국의회의사당으로서 도쿄도 지요다구 나가타초 잇초메에 건설되었다.
건물은 좌우대칭형으로 이루어져 있으며 정면을 향하여 좌측에 중의원, 우측에 참의원(구 귀족원)이 배치되어 있다.
국회의사당을 짓는 데 스테인드글라스, 자물쇠, 기본적 보강재 몇몇을 제외하면 전부 일본에서 생산된 재료들을 사용하여 완성하였다.

## 역사
국회의사당의 건립 연대는 일본 제국이 발흥하던 1920년대로 거슬러 올라간다. 다만 의사당의 설계 도안 계획 자체는 1880년대까지 올라가는데, 이는 1880년대에 처음으로 구상을 시작한 이래 끊임없이 잡음이 생겨 어떤 모양으로 의사당을 만들어야 할 지에 대하여 합의를 보지 못했기 때문이다. 이 때문에 일본 의회는 약 50여 년간 임시 건물들에서 옮겨가며 열렸다.

### 초기 계획
1886년과 1887년에 독일인 건축가 윌헬름 보크만과 헤르만 엔데가 국회의사당 건축을 위하여 도쿄로 초청되었다. 그들은 2개의 건축안을 내놓았는데, 보크만의 안은 도쿄의 황궁 남쪽에 자리한 건물이었는데, 본 건물 위에 돔이 올라가 있고, 그 옆에 날개 건물 2개가 뻗어있는 모습이었다. 다만 당시 일본에서는 이노우에 가오루 외교장관이 추진하던 급격한 서구화 정책에 대한 전국민적인 반감이 팽배해있던 상황이었기에, 건축가들은 설계안에 일부 '일본적'인 요소들을 섞어야만 했다. 이 두 국회의사당 설계안들은 실행에 옮겨지지 못하였으나, 2명의 독일인 건축가들이 만든 다른 정부 청사 설계안들, 예를 들어 일본 법무부 건물은 실제로 만들어졌다.
1898년에는 당시 총리였던 이토 히로부미가 미국인 건축가 랄프 아담스 크램을 접견하였고, 이 접견에서 그는 조금 더 '동양적'인 요소를 가미한 설계도를 제시하였다. 그의 설계도에는 기와를 얹은 지붕, 거대한 동양식 벽들과 기둥들이 포함되어 있었다. 하지만 그는 이 제안을 거부했고, 그의 설계도 또한 현실로까지 이어지지 못하였다.

### 첫, 두 번째 건물
내부에서 점차 국회의사당에 대한 필요가 커져감에 따라, 일본 정부는 윌헬름 보크만과 헤르만 엔데, 아돌프 쉬테그뮐러, 그리고 일본인 건축가 요시 시게노리를 시켜 함께 임시적인 국회의사당을 설계하도록 하였다. 이는 유럽 양식의 2층 목조 건물이었고, 1890년 11월 히비야 지역에 만들어졌다.

1891년 1월에 전기 합선으로 인한 화재가 일어났고, 첫 국회의사당 건물은 전소했다. 이후 보크만, 엔데, 시게노리는 다시 힘을 합쳐 2번째 의사당을 만들기 시작하였고, 2번째 의사당은 1번째 의사당과 거의 비슷한 모양이었으나 조금 더 큰 크기였다. 일본 의회는 1925년에 화재가 일어나 의사당이 전소하기 전까지 이 의사당에서 의회 업무를 보았다. 

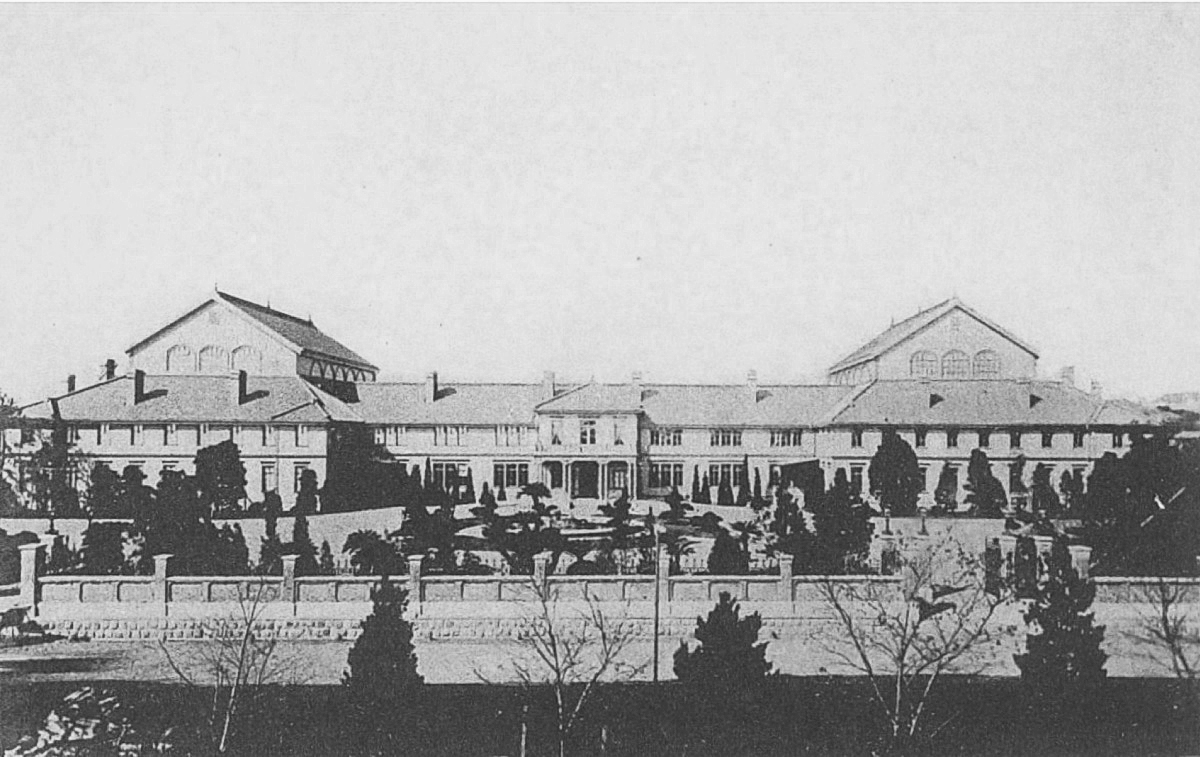
첫 번째 국회의사당
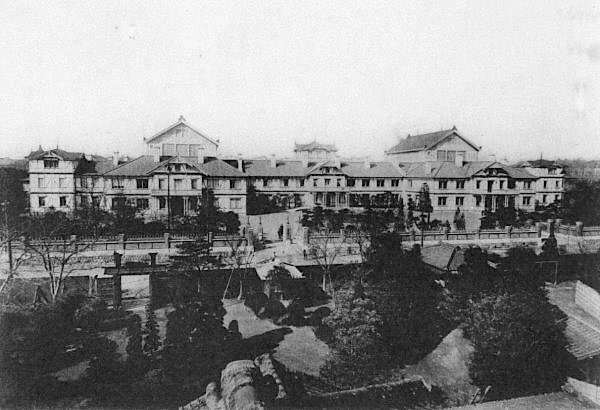
두 번째 국회의사당

### 현재 국회의사당

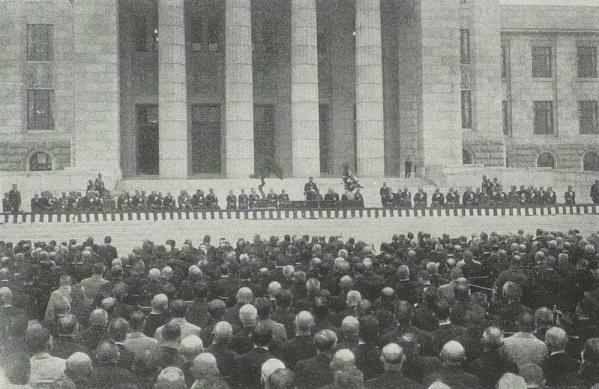
개업식

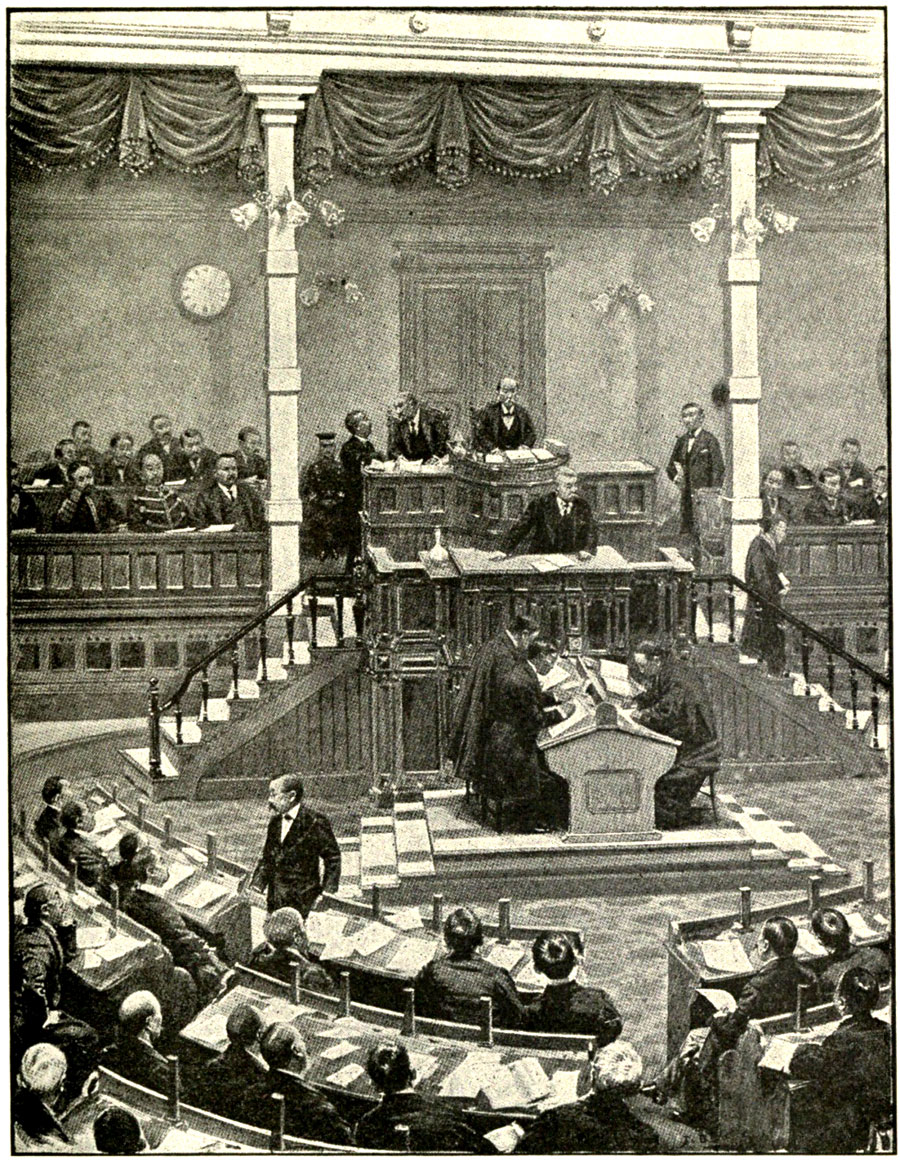
회의 중

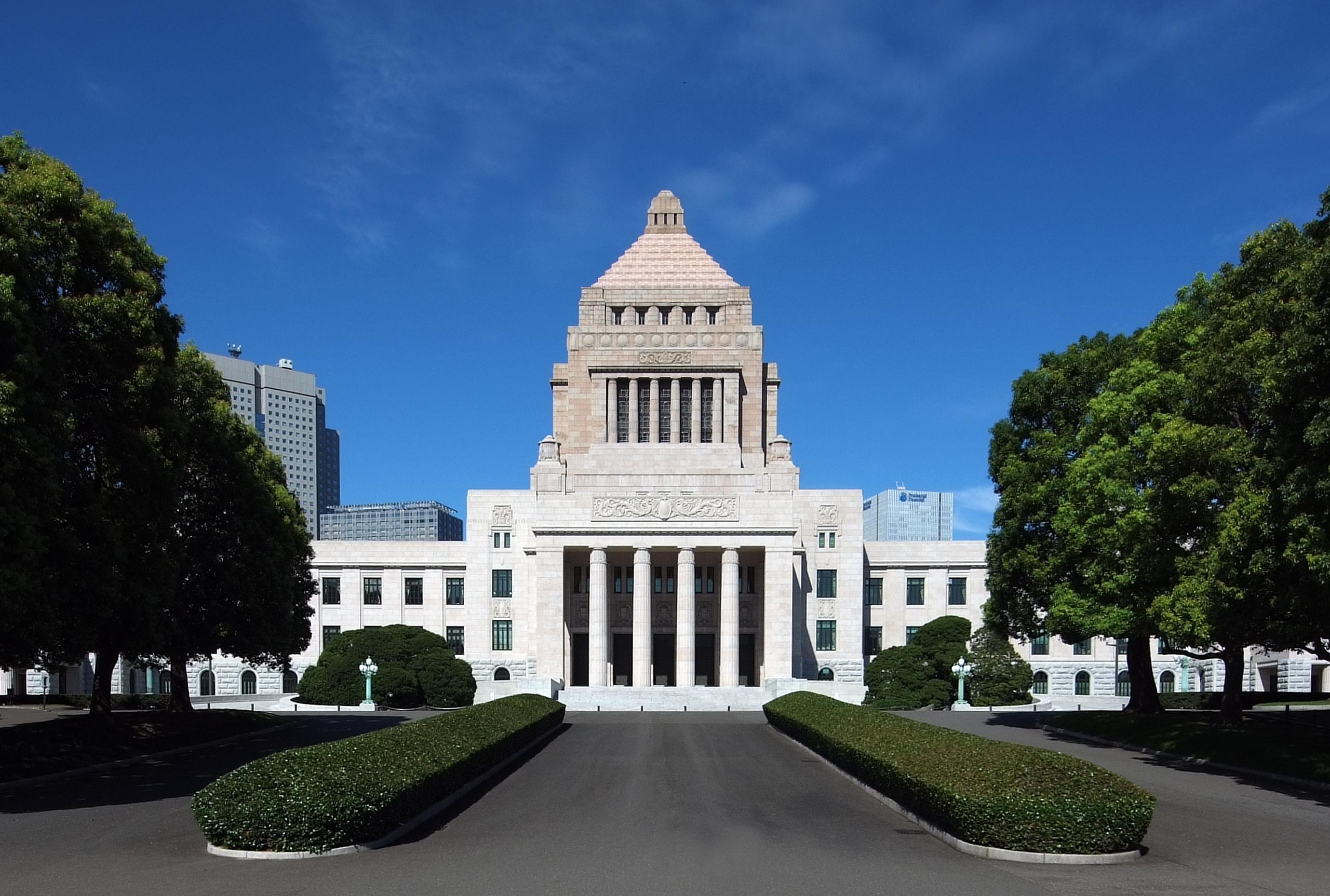
국회의사당

1910년, 일본 재무부는 새로운 국회의사당을 짓기 위한 예산을 마련하기 위한 작업을 시작하였고, 가쓰라 다로 총리대신이 이 계획을 승인하여 새로운 국회의사당 건립에 착수하게 되었다. 가쓰라 다로 총리는 이탈리아 르네상스 양식의 건물을 지을 것을 제안하였으나, 이 제안은 너무나 임의적으로 정했다는 비판을 받아 결국 이루어지지 못하였다. 총리부는 1918년에 새 국회의사당 설계도를 위한 공모전을 시작했고, 총 118개의 공모안들이 모였다. 이 안에서 처음으로 뽑힌 와타나베 후즈코는 예전에 보크만과 엔데가 설계했던 유럽 양식의 국회의사당 설계도를 제출한 인물이었다. 현재의 국회의사당은 후즈코의 설계안을 바탕으로 1920년과 1936년 동안 지어졌다.다만 국회의사당의 지붕과 중앙 탑은 공모전에서 3위를 차지한 타케치 신시치의 안을 일부 도용한 것으로 여겨진다. 일본 정부가 그의 안을 수용한 이유는, 타케치의 제안이 너무 서양적이거나 너무 동양적이지 않고, 양쪽을 조화롭게 섞은 것으로 여겨졌기 때문이었다. 다만 중앙 탑 맨 위의 피라미드형 지붕은 어디서 따왔는지에 대해 논란이 있는데, 아마 1990년대에 많은 서양인 건축가들이 그랬듯이 할리카르나소스의 마우솔레움이 지닌 외관에서 착안한 것으로 여겨진다.

## 내부
일본 국회의사당은 크게 중앙 현관, 중앙 홀, 고쿠쇼(천황의 휴게실), 참의원 회의장, 중의원 회의장, 중앙 탑 4층에 있는 국회도서관으로 나뉜다.

### 중앙 현관
중앙 현관은 중앙 탑 바로 아래에 있는 거대한 현관이다. 이 앞에는 넓은 통로가 있고, 현관문은 3.94m에 달하는 거대한 구리 문이다. 이 문의 너비는 1.09m이고, 그 무게는 약 1.125톤에 이른다. 이 현관문, 그리고 참의원 회의장과 중의원 회의장 현관문, 그 외에 다른 문들은 대부분 도쿄 예술 대학에 의하여 디자인되고 만들어졌다.
중앙 현관은 타 문들과는 다르게 항시 이용하는 것이 제한되어 있는데, 이 때문에 '절대 열리지 않는 문'이라는 별칭을 갖고 있기도 하다. 이 문은 의원들이 처음으로 당선되어 국회로 입성할 때 사용할 수 있으며, 혹은 천황이나 타국의 국가원수들을 영접할 때 열리기도 한다. 또한 국회의사당에서 열리는 대규모 공공행사 때 사람들을 맞아들이기 위하여 열리기도 한다.

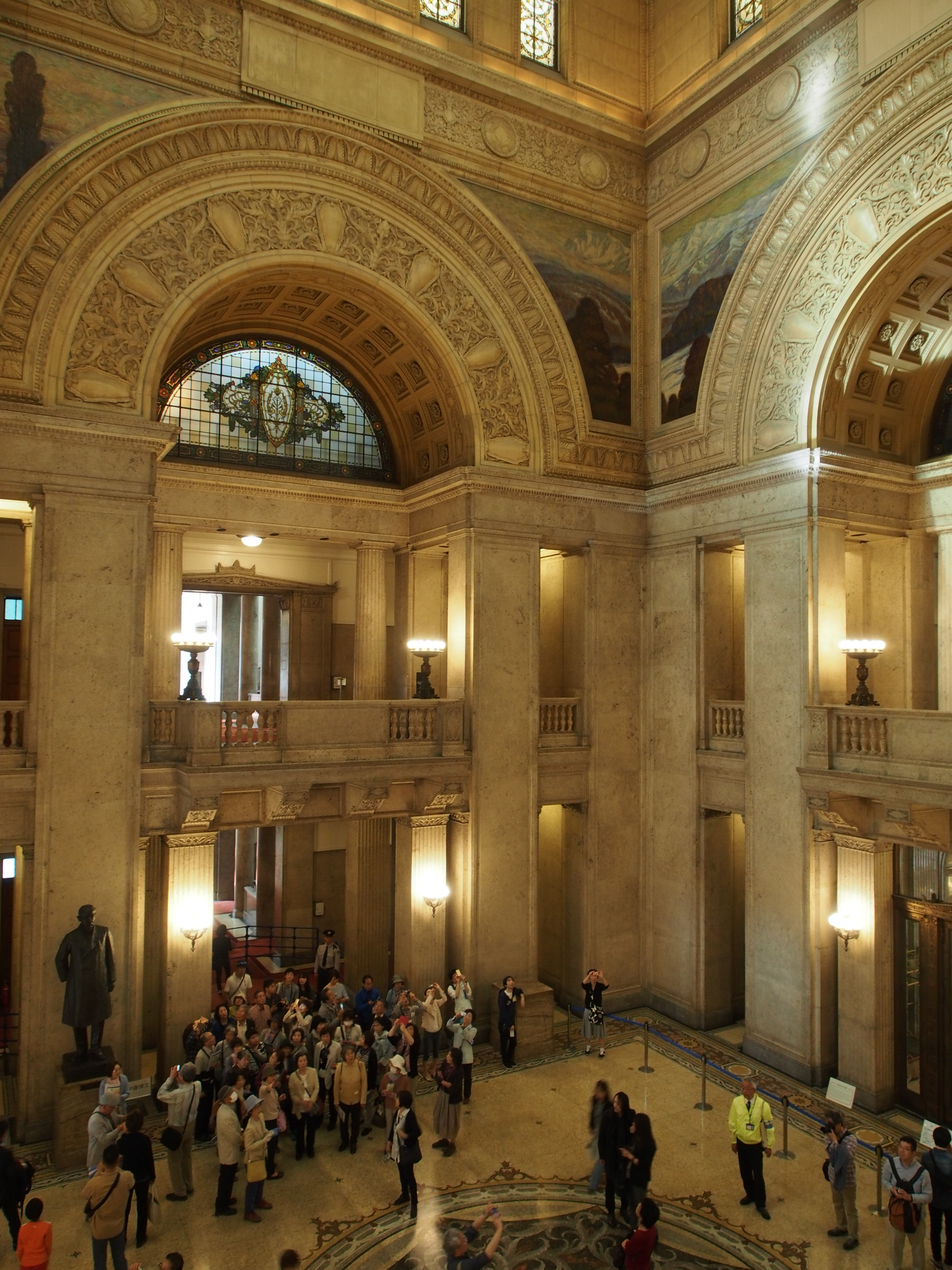
중앙 홀

### 중앙 홀
중앙 홀은 중앙 현관 바로 뒤, 그리고 중앙 탑 바로 아래에 자리하고 있다. 이 홀의 높이는 약 32.62m이며, 2층에서 6층까지 곧바로 올라갈 수 있는 계단이 마련되어 있다. 홀의 천장은 스테인드글라스로 장식되어 있으며, 각각의 네 모서리에 일본의 사계절을 묘사한 유화들이 장식되어 있다. 이 유화들에는 '봄철의 요시노산', '여름의 도와다 호수', '오쿠닛코의 가을', '일본 알프스의 겨울' 등이 있다. 이 유화들은 저명한 화가들에 의해 그려진 것이 아니라, 도쿄 예술 대학의 학생들에 의하여 제작된 것이다.
중앙 홀의 네 모서리에는 이타가키 다이스케, 오쿠마 시게노부, 이토 히로부미의 동상이 하나씩 서있다. 이들은 모두 근대 일본 정부를 세우는 데에 큰 공헌을 한 사람들로, 메이지 유신을 이끌거나 사상적 기반을 제공한 자들이었다. 한 개의 기단에는 그 어떤 동상도 서있지 않은데, 왜 이렇게 남겨놓았는지에 대해서는 의견이 분분하다. 어떤 사람들은 건축가들이 이 곳에 누구의 동상을 세울지에 대해 합의를 보지 못했다고 하기도 하고, 어떤 사람들은 의원들이 더욱 훌륭하게 분발하라는 의미를 갖고 있다고 하기도 한다. 혹은 천황이 거주하는 황궁에 감히 등을 보이지 않겠다는 뜻이라고도 한다. 국회 개회식 때에는 이 곳에 소나무 분재가 놓인다.

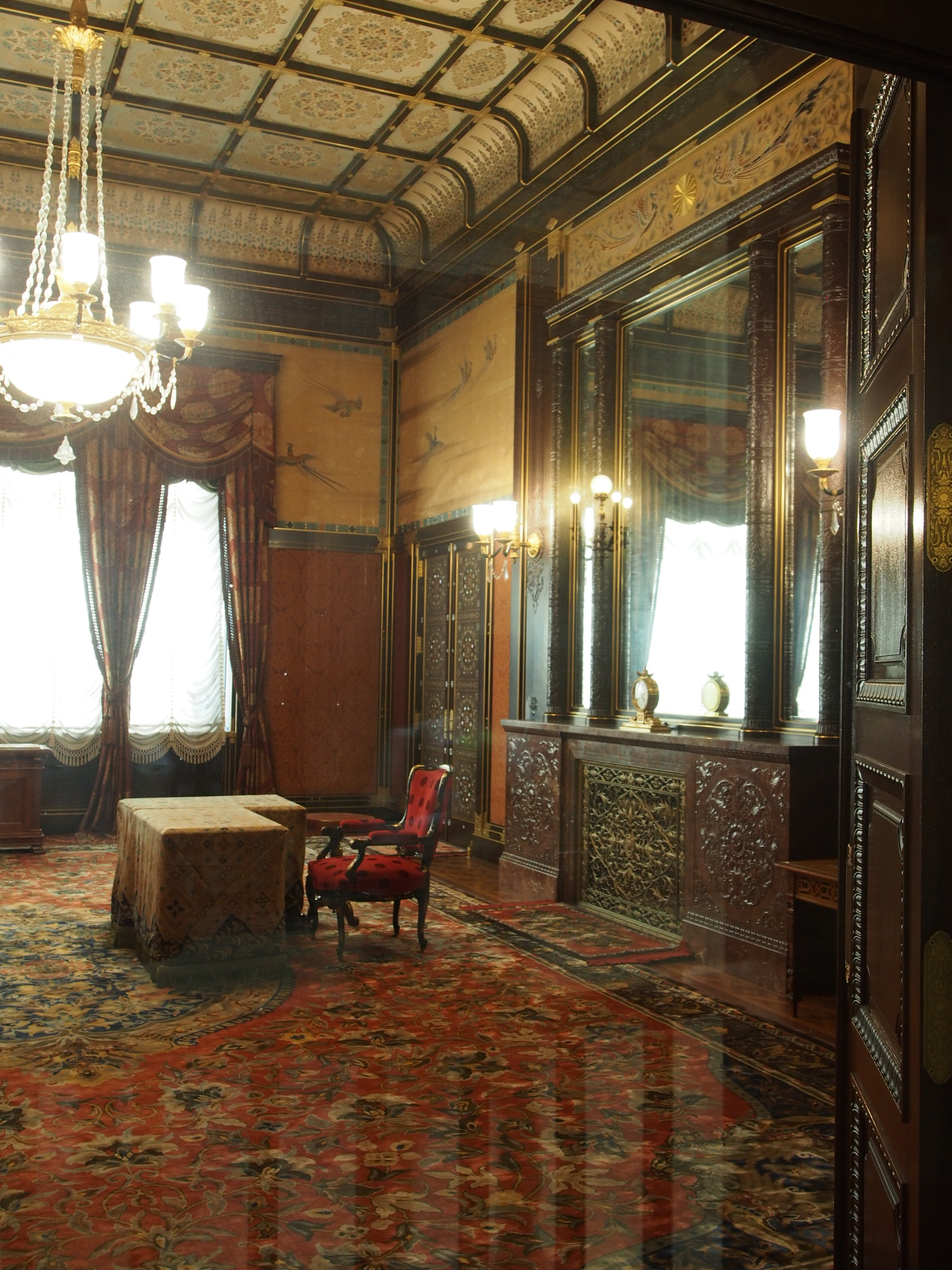
고쿠쇼

### 고쿠쇼
고쿠쇼(御休所)란 천황이 의회를 방문하였을 때 잠시 머물러 쉴 수 있도록 마련해 놓은 공간이다. 고쿠쇼는 붉은 카펫이 덮인 중앙 계단의 맨 꼭대기 층에 자리하고 있다. 고쿠쇼에 놓인 L자형 탁자는 옛 제국주의 시대의 산물인데, 이는 군복과 정복을 혼용했던 일본 천황이 자신의 모자를 놓아둘 장소가 필요했기 때문이었다. 천황은 이 곳에서 머물며 참의원 의장과 부의장, 중의원 의장과 부의장들을 모두 알현한다. 그 이후에는 참의원 회의장으로 옮겨 개회식 따위와 같은 행사에 참석한다.
국회의사당 건축에 소요된 비용 중 약 10분의 1이 모두 이 방에 쏟아부어진 것으로 추산된다. 고쿠쇼는 방 전체가 옻칠을 한 측백나무로 만들어져 있으며, 방 외관을 꾸미기 위하여 사용된 돌들은 도쿠시마에서 채석해온 희귀한 광물들이다. 고쿠쇼의 장식들은 국회의사당 전체에서도 특별히 손질이 된 것들이나 화려한 것들이고, 천장에는 수정 샹들리에가 매달려 있다. 또한 서양식과 일본식 화장실이 모두 딸려있다.
천황이 국회의사당을 방문할 때에는 경찰차, 경찰 오토바이, 친위대, 도쿄 특수 경찰들의 호위를 받는다. 국회 경비대는 여름에 백색 망토를 입으며, 겨울에는 검은색 망토를 입는다. 구전에 따르면 정부 청사들이 더 지어져 시선을 가로막기 전에는 고쿠쇼에서 후지 산을 곧바로 바라볼 수 있었다고 한다.

### 참의원 회의장, 중의원 회의장

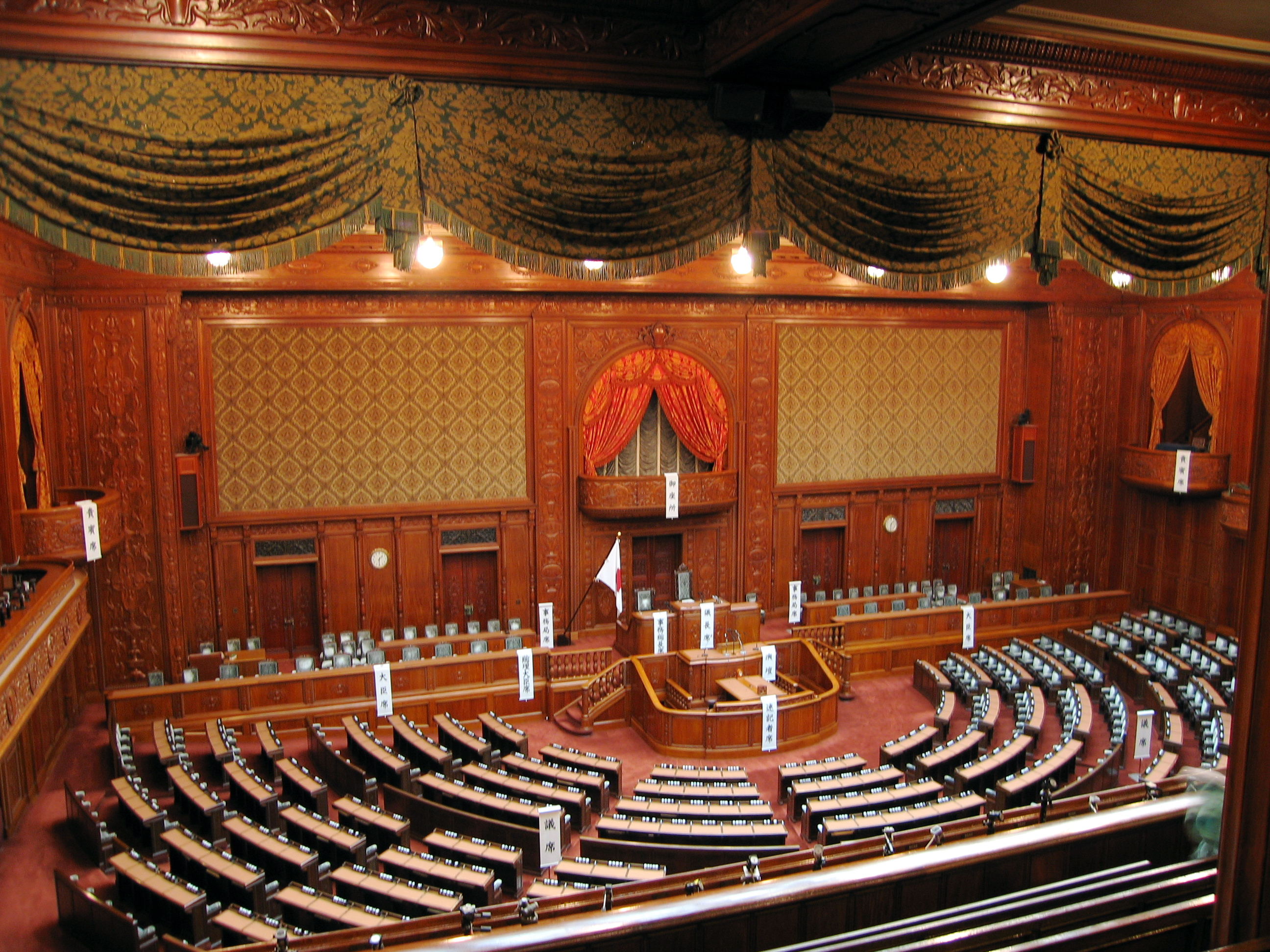
중의원 회의장

이 2개의 주 회의장은 흔히 '본회의장'으로 불리며, 2층에 자리하고 있으나 그 천장이 워낙 높아 3층까지 뻗어올라간다. 천장은 그 일부가 스테인드글라스로 만들어져 있어 낮에는 햇빛이 들어오고, 회의가 열리지 않을 때에는 회의장 내부의 조명을 대부분 키지 않는다. 회의장들은 소위 '대륙적'인 모습으로 구성되어 있는데, 의원석들이 부채꼴로 연단과 의장석을 둘러싸고 있으며, 의원들은 소속된 정당에 따라 배치가 나뉘어 지정된 자리에 앉을 수 있다.

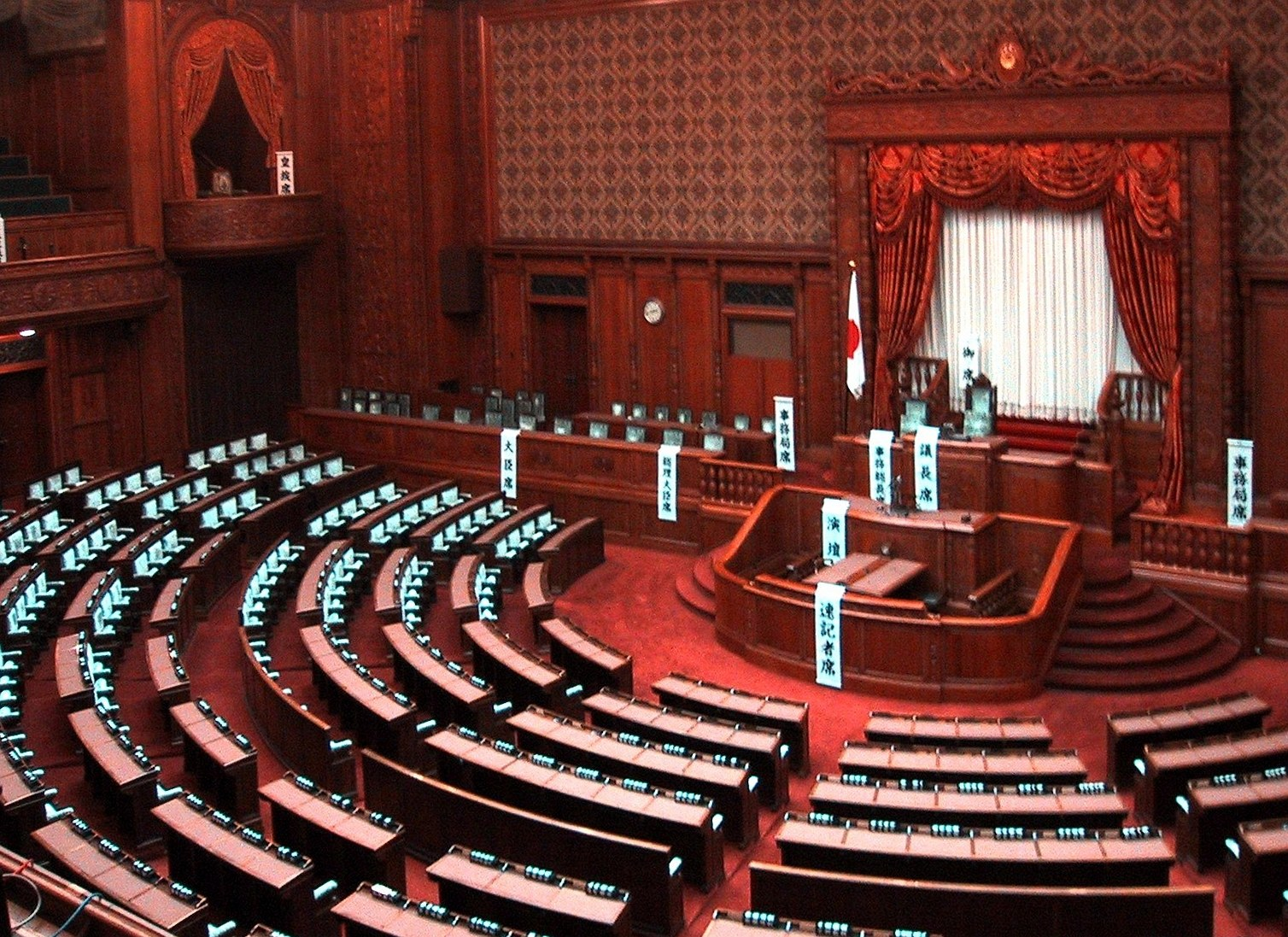
참의원 회의장

의장은 회의장 가운데에 있는 자리에 앉는다. 그 옆에는 당서기가 앉는다. 연단은 국회의장석 앞에 서있고, 그 앞에는 서기들이 연단자의 발언들을 모두 기록할 수 있도록 한다. 의장석 양 옆으로는 2줄의 좌석들이 연이어 있는데, 앞 줄에는 내각 요인들이 앉고, 뒷 줄에는 국회 행정 요원들이 앉는다. 참고로 의장석에서 가장 가까운 자리는 총리대신을 위해 마련된 공간이다. 의원들의 좌석들은 개회식 때에 국회의장에 의하여 배정받지만, 만일 필요한 경우에는 임의로 바꿀 수 있다. 중의원의 경우, 의원이 가장 많은 정당이 의장석의 맨 오른편에 앉는다. 이로 인하여 최대 정당이 맨 오른쪽 끝에 앉고, 제 2당이 그다음으로 앉으며, 무소속 의원들은 좌측 맨 끝에 앉게 된다. 대조적으로 참의원의 경우에는 가장 의원 수가 많은 정당들이 한가운데 자리에 앉고, 나머지가 그 양 옆으로 퍼져 앉는다. 또한 초선 의원들과 같이 이력이 얼마 되지 않는 의원들은 의장석과 가까운 앞자리에 앉고, 다선 의원들이나 정치력 영향력이 강한 인사들은 맨 뒷줄에 앉는다. 각각의 좌석들은 모두 숫자가 배정되어 있고, 그 좌석들에는 검은 바탕에 흰 글씨로 의원들의 이름이 적혀 있다.
참의원 회의장의 경우, 의장석 뒤의 층계 맨 위에는 천황의 옥좌가 자리한다. 옛날에 일본이 일본 제국이었던 시절, 그리고 참의원이 귀족원이었던 시절에는 의회 개회식 때마다 천황을 초청하여 참석하게 하는 것이 관례였다고 한다. 이 전통이 지금까지도 이어져 내려오고 있어, 귀족원의 후신 격인 참의원에서 천황이 참석하는 관례가 여전히 유지되어 오고 있는 것이다. 천황은 옥좌에 앉아 축사를 한다. 참의원의 경우에는 의장석과 연단에만 마이크가 설치되어 있고, 중의원의 경우에는 서기장과 의원들에게도 마이크가 주어져 투표 결과를 공지하거나 안내 사항을 곧바로 알 수 있게 한다.
현재 참의원에는 242명의 의원들이 있지만, 개회식 행사 때에는 중의원의 의원들도 행사에 참석하는 관계로 회의장에는 총 460개의 좌석이 있다. 다만 이에도 불구하고 이 460개의 좌석들이 총 722명에 달하는 참의원, 중의원을 모두 수용하지 못하기 때문에, 몇몇 중의원 인사들은 개회식 때에 맨 끝에 서있는 경우가 종종 있다.
참의원과 중의원 모두 정장을 입지 않거나 의원 배지를 착용하고 오지 않은 의원들의 출입을 금지하고 있다. 이 규칙에는 그 어떠한 예외도 없다. 일례로 후쿠다 다케오 총리가 배지 없이 회의장을 출입하려 하자 경비에게 제지를 당했고, 옆에 있던 의원의 배지를 대신 빌려 착용한 후에야 겨우 출입할 수 있었다고 한다. 또한 참의원과 중의원 모두 모자, 코트, 목도리, 혹은 우산 등을 가지고 회의장에 들어오는 것을 금하고, 흡연 또한 금지되어 있다. 또한 의회 업무 도중 반드시 필요한 서류가 아니면 그 어떠한 신문, 혹은 잡지도 읽을 수 없다.